# Plagiohammus decorus
Plagiohammus decorus är en skalbaggsart som beskrevs av Chemsak och Linsley 1986. Plagiohammus decorus ingår i släktet Plagiohammus och familjen långhorningar. Inga underarter finns listade i Catalogue of Life.